# Homogene Funktion
Eine mathematische Funktion heißt homogen vom Grad {\displaystyle \lambda }, wenn bei proportionaler Änderung aller Variablen um den Proportionalitätsfaktor {\displaystyle t} sich der Funktionswert um den Faktor {\displaystyle t^{\lambda }} ändert.
Funktionen dieses Typs sind zum Beispiel in den Naturwissenschaften und in den Wirtschaftswissenschaften wichtig.

## Definition
Eine Funktion auf dem {\displaystyle n}-dimensionalen reellen Koordinatenraum
{\displaystyle \Phi :\mathbb {R} ^{n}\to \mathbb {R} }
heißt homogen vom Grad {\displaystyle \lambda \in \mathbb {R} ^{+}}, wenn für alle {\displaystyle x\in \mathbb {R} ^{n}} und {\displaystyle t\in \mathbb {R} }
{\displaystyle \Phi (t\cdot x)=t^{\lambda }\cdot \Phi (x)}
gilt. Ist {\displaystyle \lambda >1}, heißt die Funktion überlinear homogen, bei {\displaystyle \lambda =1} linear homogen und sonst ({\displaystyle \lambda <1}) unterlinear homogen.

## Beispiele aus der Mikroökonomie
In der Mikroökonomie spielen homogene Produktionsfunktionen {\displaystyle y=f(x_{1},\dotsc ,x_{n})} eine wichtige Rolle. Sie stellen einen Zusammenhang zwischen Produktionsfaktoren {\displaystyle x_{i}} und der zugehörigen Produktion {\displaystyle y} her. Bei einer linear homogenen Produktionsfunktion führt ein vermehrter/verminderter Einsatz aller Produktionsfaktoren zu einer im gleichen Verhältnis erhöhten/verminderten Produktion, denn aus {\displaystyle \lambda =1} folgt
{\displaystyle t\cdot f(x_{1},\dotsc ,x_{n})=f(tx_{1},\dotsc ,tx_{n})}.
Eine solche Produktionsfunktion ist homogen mit dem Homogenitätsgrad 1 (linear homogen). Ein Beispiel für eine homogene Produktionsfunktion vom Grad 1 stellt die Cobb-Douglas-Produktionsfunktion {\displaystyle Y(t)=T_{t}\cdot K(t)^{\alpha }L(t)^{1-\alpha }\;,\alpha \in (0,1)} dar.
Bei homogenen Produktionsfunktionen stimmt der Homogenitätsgrad mit der Skalenelastizität (nur in einer Richtung) überein. Überlinear homogene Produktionsfunktionen weisen steigende, linear homogene konstante und unterlinear homogene abnehmende Skalenerträge auf. Der Umkehrschluss, von Skalenerträgen auf den Homogenitätsgrad zu schließen, ist jedoch nicht möglich, weil bei Skalenerträgen auch das Faktoreinsatzverhältnis zu ihrer Erzielung geändert werden kann, zur Feststellung der Homogenitätseigenschaft jedoch nicht.
Ein weiteres Beispiel sind Individuelle Nachfragefunktionen {\displaystyle x=x(p,E)}. Sie stellen einen Zusammenhang zwischen Preisen {\displaystyle p}, Einkommen {\displaystyle E} und den nachgefragten Mengen {\displaystyle x} dar. Kommt es beispielsweise im Zuge einer Währungsumstellung (von DM zu Euro) zu einer Halbierung aller Preise und der Einkommen und wird dies von den Individuen vollständig berücksichtigt (Freiheit von Geldwertillusion), so werden sich die nachgefragten Mengen nicht ändern. Das heißt, es gilt:
{\displaystyle x(tp,tE)=t^{0}\cdot x(p,E)=x(p,E)}
Nachfragefunktionen sind somit homogen vom Grad 0 in den Preisen und im Einkommen (Nullhomogenität).

## Homothetie
Bei ordinalen Nutzenfunktionen ist die Annahme der Homogenität nicht sinnvoll, weil eine streng monoton wachsende Transformation {\displaystyle T(u)} einer Nutzenfunktion {\displaystyle u} dieselben Präferenzen repräsentiert wie die Funktion {\displaystyle u} selbst. Eine homothetische Nutzenfunktion ist eine streng monoton wachsende Transformation einer homogenen Nutzenfunktion. Bei Nutzenfunktionen mit dieser Eigenschaft verlaufen die Engelkurven linear.
Beispiel: Sei {\displaystyle u(x,y)={\sqrt {xy}}} und {\displaystyle T(u)=\ln {u}}. Offensichtlich ist die Nutzenfunktion linear homogen. Ihre Transformation ist inhomogen, aber homothetisch; sie repräsentiert dieselbe Präferenzordnung.

## Positive Homogenität
Eine Funktion {\displaystyle \Phi :\mathbb {R} ^{n}\setminus \{0\}\to \mathbb {R} } heißt positiv homogen vom Grad {\displaystyle \lambda \in \mathbb {R} }, falls
{\displaystyle \Phi (tx_{1},\dotsc ,tx_{n})=t^{\lambda }\cdot \Phi (x_{1},\dotsc ,x_{n})}
für alle {\displaystyle t>0} und alle {\displaystyle x\in \mathbb {R} ^{n}\setminus \{0\}} gilt.
Im Unterschied zu homogenen Funktionen brauchen positiv homogene Funktionen nur auf {\displaystyle \mathbb {R} ^{n}\setminus \{0\}} definiert zu sein und der Homogenitätsgrad {\displaystyle \lambda } kann jede beliebige reelle Zahl sein.
Für solche Funktionen gibt der Eulersche Satz (oder das Euler-Theorem) über positiv homogene Funktionen eine äquivalente Charakterisierung an:
Eine differenzierbare Funktion {\displaystyle \Phi :\mathbb {R} ^{n}\setminus \{0\}\to \mathbb {R} } ist genau dann positiv homogen vom Grad {\displaystyle \lambda >0}, wenn gilt
{\displaystyle \lambda \cdot \Phi (x)=\sum _{i=1}^{n}{\frac {\partial \Phi }{\partial x_{i}}}(x)\cdot x_{i}=\langle {\text{grad }}\Phi (x),x\rangle =D_{x}{\Phi (x)}\quad \mathrm {(Eulersche\ Homogenit{\ddot {a}}tsrelation)} }
für alle {\displaystyle x\in \mathbb {R} ^{n}\setminus \{0\}}. Hierbei bezeichnen {\displaystyle {\tfrac {\partial \Phi }{\partial x_{i}}}} die partiellen Ableitungen von {\displaystyle \Phi } nach der {\displaystyle i}-ten Komponente von {\displaystyle x}, {\displaystyle D_{x}{\Phi (x)}} die Richtungsableitung an der Stelle {\displaystyle x} in Richtung des Vektors {\displaystyle x} und {\displaystyle {\text{grad }}\Phi (x)} den Gradienten von {\displaystyle \Phi (x)}.
Eine positiv homogene Funktion kann also auf einfache Weise durch die partiellen Ableitungen und Koordinaten dargestellt werden.
Diese Tatsache wird in der Physik sehr häufig benutzt, vor allem in der Thermodynamik, da die dort auftretenden intensiven und extensiven Zustandsgrößen homogene Funktionen nullten bzw. ersten Grads sind. Konkret benutzt man dies z. B. bei der Herleitung der Euler-Gleichung für die innere Energie.
In den Wirtschaftswissenschaften folgt aus dem Eulerschen Theorem für Produktionsfunktionen vom Homogenitätsgrad 1 bei den Faktorpreisen {\displaystyle q_{i}} und dem Güterpreis {\displaystyle p}
{\displaystyle y=f(x_{1},\dotsc ,x_{k})=\sum _{i=1}^{n}{\frac {\partial f}{\partial x_{i}}}\cdot x_{i}=\sum _{i=1}^{n}{\frac {q_{i}}{p}}\cdot x_{i}\;\;\Rightarrow \;\;p\cdot y=\sum _{i=1}^{n}q_{i}\cdot x_{i}}.
Bei linear homogenen Produktionsfunktionen ist der Wert des Produkts gleich den Faktorkosten (siehe auch: Ausschöpfungstheorem).

### Herleitung des Euler-Theorems
Gegeben sei zunächst eine positiv homogene differenzierbare Funktion {\displaystyle \Phi :\mathbb {R} ^{n}\setminus \{0\}\to \mathbb {R} }. Es gilt also {\displaystyle \Phi (t\cdot x)=t^{\lambda }\Phi (x)}. Differentiation der linken Seite nach {\displaystyle t} liefert mit der Kettenregel
{\displaystyle {\frac {\text{d}}{{\text{d}}t}}\Phi (t\cdot x)=\sum _{j=1}^{n}{\frac {\partial \Phi }{\partial x_{j}}}(t\cdot x)\cdot x_{j}}.
Differentiation der rechten Seite nach {\displaystyle t} liefert hingegen
{\displaystyle {\frac {\text{d}}{{\text{d}}t}}t^{\lambda }\Phi (x)=\lambda \cdot t^{\lambda -1}\cdot \Phi (x)}.
Durch Einsetzen von {\displaystyle t=1} folgt die Eulersche Homogenitätsrelation.
Umgekehrt sei nun eine differenzierbare Funktion {\displaystyle \Phi :\mathbb {R} ^{n}\setminus \{0\}\to \mathbb {R} } gegeben, die die Eulersche Homogenitätsrelation erfüllt. Zu gegebenem {\displaystyle x\in \mathbb {R} ^{n}\setminus \{0\}} betrachten wir die reelle Funktion {\displaystyle f(t):=\Phi (t\cdot x),t>0}. Wegen der Homogenitätsrelation erfüllt {\displaystyle f} die gewöhnliche Differentialgleichung erster Ordnung
{\displaystyle f'(t)={\frac {\text{d}}{{\text{d}}t}}\Phi (t\cdot x)=t^{-1}\sum _{j=1}^{k}{\frac {\partial \Phi }{\partial x_{j}}}(t\cdot x)\cdot x_{j}t{\overset {\text{Euler Relation}}{=}}{\frac {\lambda }{t}}\Phi (t\cdot x)={\frac {\lambda }{t}}f(t)}
mit der Anfangsbedingung
{\displaystyle f(1)=\Phi (x)}.
Eine Lösung dieses Anfangswertproblems ist {\displaystyle f(t)=t^{\lambda }\cdot \Phi (x)} und nach einem Eindeutigkeitssatz für gewöhnliche Differentialgleichungen ist die Lösung im Gebiet {\displaystyle t>0} eindeutig. Das bedeutet aber {\displaystyle \Phi (t\cdot x)=t^{\lambda }\cdot \Phi (x)}.